# Котюк Богдан Миколайович
Котюк Богдан Миколайович (21 серпня 1951, м. Львів - 26 листопада, 2022 м. Львів) – український композитор, етноорганолог, диригент, лектор-музикознавець, музичний критик, прод’юсер, шеф-редактор видавництва “Collegium musicum”.

## Походження
По лінії батька – галицько-волинські землевласники, винахідники-механізатори. Прадід Опанас Кот і дід Федір Котюк з родинами були репресовані комуністичною владою. Батько Микола Котюк – інженер-винахідник.
По лінії матері – сім поколінь львівської україно-русинської інтелігенції: греко-католицькі священики, релігієзнавці, філософи-науковці, громадські діячі, музиканти.
Прапрадід о.Кирило Стефанович – архієпископ Вірменської єпархії у Львові. Прадід о.Юліян Целевич – засновник Українського товариства “Просвіта”. Прадід о.Григорій Ярема – професор, філософ, релігієзнавець. Дід о.Мар’ян Ярема – протягом трьох десятиліть священик церкви Успіня Богородиці на вулиці Руській у Львові. Бабуся Ольга Гуглевичівна-Ярема – оперна співачка, яка виховувала онука Богдана в любові до Бога і музики. Мати Софія Ярема-Котюк – піаністка, хормейстер і концертмейстер.

### Освіта
1957 – Підготовча студія при Львівській консерваторії.
1958-1969 – Львівська середня спеціальна музична школа-інтернат ім. Соломії Крушельницької. Спеціалізація – фортепіано та історико-теоретичні дисципліни.
1969-1974 – Львівська державна консерваторія ім. Миколи Лисенка, факультет – музикознавство. Спеціалізація – історія музики, наукове дослідження, критика, фольклористика.
1976-1983 – Львівська державна консерваторія ім. Миколи Лисенка, композиторський факультет. Спеціалізація – теорія музики, музична драматургія, поліфонія, органологія, редактор.
1982-1983 – Київський інститут підвищення кваліфікації спеціалістів, диригентура. Спеціалізація – симфоджаз оркестр (паралельно зі студіями на композитор. факультеті у Львові).

### Професійні здобутки
1968 – праця у якості композитора, коментатора, автора програм на радіо, ТБ, у пресі.
1977 – Дисертація «Неофольклоризм і способи втілення фольклору в сучасній музиці».
1983 – Захист дипломної композиторської роботи – Симфонія для потрійного складу – 3 ч.
1983 – Вступ до молодіжної секції Спілки композиторів УРСР – Львів.
1985 – Вступ до Спілки композиторів Союзу РСР та УРСР – Київ. Зараз – Національна Спілка композиторів України.
1989 – Створення «Концепції музичного виховання дітей шкільного віку».
1991 – Публікація: «Школа гри на сопілці». – Національно-патріотичне виховання в школі через вивчення музичного інструмента, фольклору та розвиток творчого мислення. – Методичний підручник з власними художніми вправами [опрацьовано спільно з першим професійним сопілкарем Романом Дверієм].
1993 – Заснування у Львові першого в Україні Товариства Ріхарда Ваґнера – співзасновник і директор.
2001 – Заснування видавництва “Collegium musicum” Львівського Товариства Ріхарда Ваґнера – засновник і шеф-редактор. 

### Педагогічна діяльність
1971 – викладач у культурно-освітніх та музичних училищах Львова та Луцька.
1976 – диригент камерних та естрадних оркестрів і ансамблів у Львові та області.
1984 – викладач музично-теоретичних дисциплін у Педагогічному інституті Дрогобича.
1986 – вчитель СШ № 90 у Львові. – Спецкурс «Музика». Естетичне виховання школярів.
1989 – викладач кафедри фольклористики і народної творчості Львівської консерваторії. 

### Суспільна та громадська активність
1990-1996 – Повноважний представник німецьких гуманітарних організацій в Україні.
1997 – Організатор ініціативної групи по створенню нового Ротарі-Клубу у Львові.
1998 – Президент-засновник Ротарі-Клубу «Львів-Леополіс».
2000-2005 – Офіцер Rotary District 2230.
23.10.2013 – Найвища нагорода за служіння суспільству “PAUL HARRIS FELLOW” від President Rotary International 2013-14 Ron Burton.

### Творчість Богдана Котюка
Творчість Богдана Котюка – це полістилістичне явище в сучасній українській музиці, якому найкраще відповідає визначення ф’южн. Його індивідуальний композиторський метод характеризує сплав різночасових, різножанрових і широких за діапазоном музичних висловлювань: від глибоко філософських і сакральних до сповнених енергетики й динамізму технічної революції пошуків нових форм у музичній драматургії та сонористиці.
Як для вокальної, так (особливо) й для інструментальної музики Б. Котюка властивим є перфекціонізм в оволодінні фактурою музичної тканини, що проростає із будови та технічних особливостей музичного інструменту. Композитор сповідує тісну співпрацю з виконавцем своїх творів. Це відбувається вже на стадії формування музичної концепції та формального втілення задуму в нотному викладі.
Особливо важливою для Богдана Котюка як творця є актуальність музичного висловлювання у тісній взаємодії з новаціями життя та адекватним художнім осмисленням сучасності через застосування новаторських знахідок у музичній атмосфері сьогодення. 

## Творчість

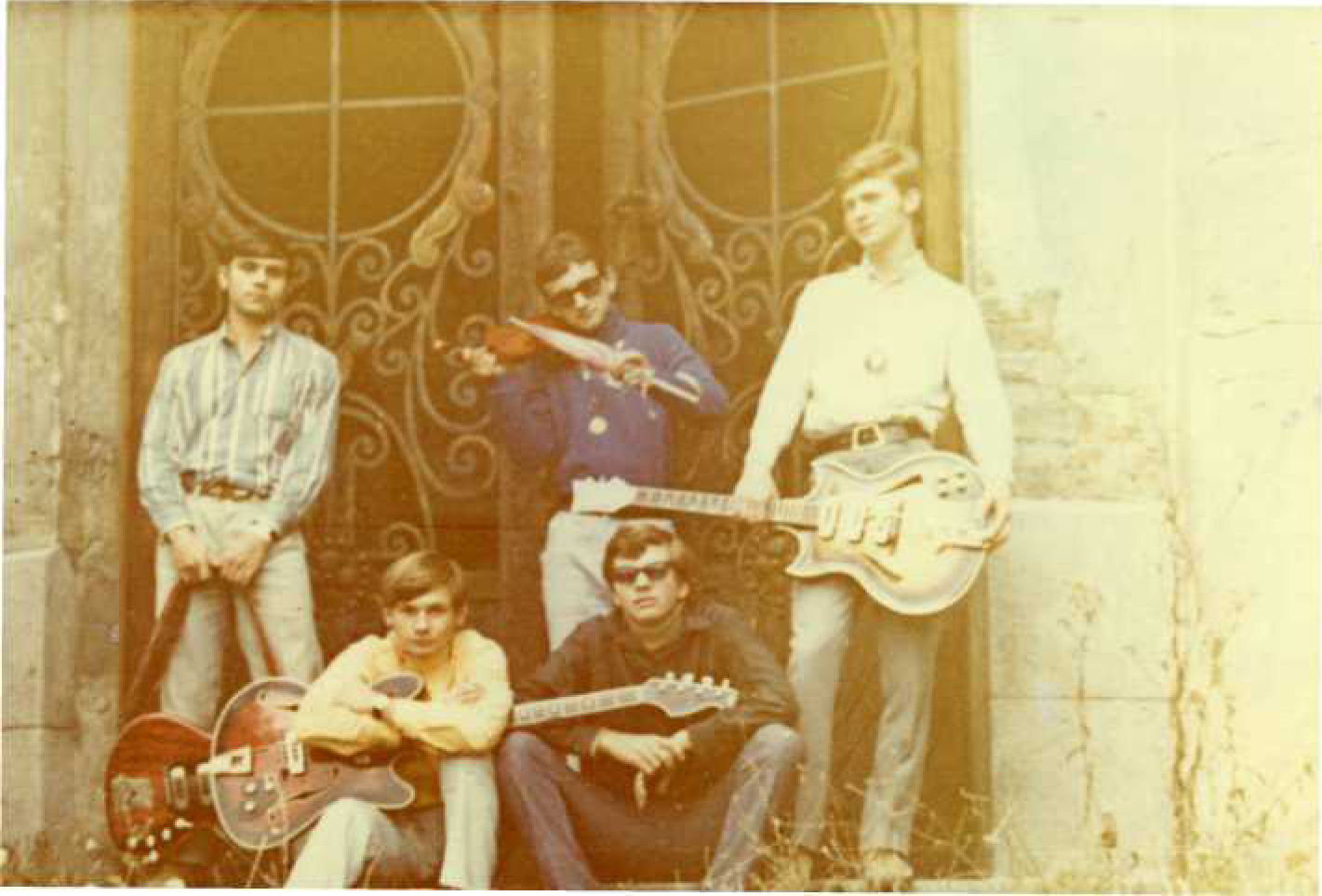
Гурт Orphey

Прод’юсерсько-менеджерська, концертно та лекторсько-просвітницька діяльність композитора
1967-1970 – Авторські інструментальні композиції та пісні для біґ-біт ансамблю «Орфей» – виступи на сцені Львівської опери, трансляції програм про колектив і твори композитора на радіостанціях «Маяк» (Москва), «Молода гвардія» (Київ).
1977-1982 – Авторські програми для створеного Б. Котюком фолк-ф’южн камерно-електронічного ансамблю «Троїсті музики».
1978-1979 – Дві перемоги «Троїстих музик» на Всесоюзних конкурсах камерних ансамблів та оркестрів у Кишиневі (Молдова).
1979-1981 – Виступи з власними композиціями для солістів і біґ-бенду «Симфоджаз» (диригент Б. Котюк).
1983-1985 – Створення Б. Котюком у Львівській філармонії фольклорно-етнографічного ансамблю «Дримба». Пропаганда автентичного інструментально-танцювального та співочо-епічного пласта давнього Галицького народного мистецтва.
1984-1985 – Фіксація для «Золотого фонду» Гостелерадіо в Москві епічних композицій та пісень Богдана Котюка у виконанні кобзаря-бандуриста Остапа Стахіва.
1987-1989 – Створення Б. Котюком у Львівській консерваторії авторської програми для камерного ансамблю «Відродження». Солістка – Оксана Кровицька.
1989-1999 – Формування складу і оригінальної стилістики трактування українського фольклору, музики ранньої доби та епохи бароко в поєднанні з активною пропагандою власної композиторської творчості в камерному ансамблі «Криниця». Гастролі містами Польщі, Австрії, Німеччини, Канади.
2000-2005 – Створення репертуару та естетичної платформи «Leopolis-Duo» – поєднання автентики, народного мульти інструментарію й електронних звучань.
2000-2011 – Європейські концертні турне композитора Б. Котюка (міста Західної України, Польщі, Угорщини, Австрії, Франції, Іспанії, Італії, Португалії, Німеччини)
• у дуетах з різними відомими інструменталістами:
цимбаліст Тарас Баран («Leopolis-Duo»); гітаристи – Анатолій Шевченко (Одеса); Андреас Кох (Sauerland); Маріо дель Кампо (Мюнхен); піаністка – Етелла Чуприк (Львів).
• з обдарованими юними солістами-інструменталістами та дитячими фольклорно-хореографічними колективами Галичини, Волині, Поділля, Полісся, Карпат і Закарпаття – участь у Міжнародних фестивалях у Італії та Португалії.
2012 і триває досі: співпраця з органісткою Оленою Мацелюх (Львів): твори для органа-соло і в ансамблі з вокалістами та інструменталістами; органні речиталі по всій Україні.

### Твори

#### Основні твори
Духовна музика
1. Свята Літурґія з традиційними текстами зі Святого Письма для солістів, хору та інструментального ансамблю (1992)
2. “Cantata chiesa” – для солістів, мішаного хору, струнного оркестру та органа (2005)
3. “Церковний рік” – цикл солоспівів, хоралів та молитов (коляди, йорданські, покаянні, страсні і воскресні пісні) для солістів, хору, духових і струнних інструментів (1991 – 2018)
4. “Devotion” – молитва “Стрітися з Тобою” на власний текст для сопрано, баритона, двох флейт, труби, скрипки, фортепіано, органа, ударних і литавр (2019)
5. “Hallelujah” – молитва для сопрано, баритона, труби, скрипки і органа (2018)
6. “Христос Спаситель” – колядка для вокально-інструментального ансамблю на власний текст (1993)
7. Два канони для дитячих голосів (2016)
“Аллилуя”
“Будь ім’я Господнє”
8. “Святий Миколай” – пісня-гра для дитячого хору (2016)
9. “The 150th Psalm of David” – Еліміновано стохастична композиція для баритона-наратора, 2-х сопрано, ансамблю духових, ударних, цимбалів, органа, фортепіано та струнних (2019). 

Симфонічна музика
1. “Симфонія” для потрійного складу [1 ред. ] – (1983)
2. “Rhapsody” for two piano, strings & French horn – (1985)
3. “Гімн CWA” [Світової Асоціації Цимбалістів] – (2001)
4. “Symphony in 3 movement” [2 ред. прем’єра: Філармонія Ольштин, диригент – Т.Баран] – (2004). 

Музика для камерного оркестру
1. “All you need is music” – Симфонічна рапсодія-парафраз на теми ансамблю «The Beatles» для струнного оркестру (1996). 
2.“Syrinx” – Симфонічна поема для флейти Пана та струнного оркестру – перша редакція, 2004 [прем’єра: філармонія Ольштин – дир. Автор] 12’00”; друга редакція, 2020 – для флейти Пана, органа та струнного оркестру [прем’єра: Львівська Національна філармонія]. 
3. “Come back to Lviv” – Симфонічне рондо для камерного оркестру на тему пісні М.Зарічного «Вертаюсь у Львів” (2011) [прем’єра: Палац Гната Хоткевича 17.11.2011 – INSO-Львів, дир. Автор] – 6’10”; друга редакція, 2019 – для струних і ф-но [прем’єра: 18.04.2019, Філармонія Івано-Франківськ – октет А.Приходько “Quattro corde” і О.Мацелюх – ф-но]. 

Музика для естрадно-симфонічного оркестру
1.“Disco-Party” – Сюїта для естрадно-симфонічного оркестру (1978-1979):
“Сніг в Карпатах” (1978) – для труби і оркестру
“Смак солоних хвиль” на власний текст – для двох солісток і оркестру (1979)
“Маратон” для двох ф-но і оркестру (1979)
2. “Славте землю молодості” – Кантата на вірші В. Маяковського для солістів і оркестру (1979). 

Музика для комбо-джаз-бенду
1. “Книжки” балада на слова Г. Гессе для соліста і комбо (1984)
2. “4 пісні фармацевтів” для жіночого голосу і комбо (2014):
“Мій Львів” (слова – Леся Процик)
“Люблю” (слова – Леся Процик)
“Небесне вінчання” (слова – Ігор Новінський)
“Так хочеться тепла” – (слова Леся Осадців)
3. “Ротарійська балада” або Гімн РК «Львів-Леополіс» на текст Б.Котюка для солістів, хору і комбо-джаз-бенду (2012). 

Музика для ансамблю струнних і духових інструментів
1. “Троїсті музики” – Сюїта для мішаного ансамблю: 3-х сопілок, кларнета, 2-х скрипок, бандури, цимбалів, бубна, барабана, бугая, басолі, ліри і контрабаса (1976 – 1977) 
2. “Тріо-соната” для цимбалів, альта і контрабаса у 2-х частинах (1980) 
3. “Baroque Ruthenum” – Divertimento для струнних і духових у семи частинах:
1/. Крутях; 2/. Тайстра; 3/. Опришки; 4/. Гречка; 5/. Гуцулка; 6/. Кругла; 7/. Коломийка. – (2014). 

Музика для театру і кіно
1. “Лісова пісня” – Музика до драми-феєрії Лесі Українки – (1985)
2. “Котигорошко” – Дитяча опера – (1986)
3. “Роксолана” – Музика до драми Павла Загребельного – (1987)
4. “Мина Мазайло” – Музика до драми Миколи Куліша – (1989)
5. “Кармен” – Рок-опера за П. Меріме для солістів, хору і рок-групи – (1991)
6. “Meisterspieler aus Hamburg” – скетч-шоу на теми із опери Р.Ваґнера “Майстри співу з Нюрнберґу” (1996) – прем’єра на 50-річчя Почесного члена ЛТРВ німецько-українського скрипаля Михайла Стріхаржа.
7. “Немелем – не мелем” – Rock set. 

Для солістів чи вокального ансамблю з оркестром, ансамблем або фортепіано чи a capella
1. Три прелюдії для вокального квінтету і ударних (1974) 
2. “Згаси мій зір” – романс для мецо-сопрано і струнного оркестру до текстів Р.-М. Рільке (1977) 
3. “В оцім селі” – романс для мецо-сопрано і струнного оркестру до текстів Р.-М. Рільке (1977) 
4. “Про Довбуша” – Співанка-хроніка для баритона, бандури, синтезатора і хору на народний текст (1979) 
5. “Звістка” (сл. – М.Устиянович) – для дуету бандуристок (1981) 
6. “Кладочка” (сл. – Б.Лепкий) – для дуету бандуристок (1981) 
7. “Кобзар на вечорницях” – вистава для співака-бандуриста на народні тексти (1982):
“Ішов Гриць” (1982) 
“Ой, по-під гай” (1982) 
“Моя мила” (1982) 
“Та орав мужик” (1982) 
“Люлька-черепулька” (1982) 
8. “З далекого походу” (“From faraway war”) – Елегія на вірш Павла Тичини
– перша версія 1989 – для вокального дуету та двох електроорганів – 
[прем’єра: Перший фестиваль «Червона рута», Чернівці - 1989 ];
– друга версія для мецо, баритона, електрогітари, електрик піано та синтезатора [прем’єра: Львівська опера, 2008] (1982) 
9. “Похвала поезії” – Ода для 2-х сопрано, струнних і духових на тексти українського поета 15 ст. Павла Русина (1993) 
10. “Пісенька про гнома” – для сопрано з фортепіано на сл.Т.Коломієць (1988) 
11. “Чарівне вишиття” – пісня на сл. В. Кордун (версія для жіночого квартету або хору a capella (2014). 

6 канцон для сопрано чи мецо і баритона з фортепіано і органом
1. Canzone lirica “Палкі поцілунки” – (“Baiser ardent”) – du verse Antoine de Bertin для мецо-сопрано і фортепіано [Антуан де Бертен»] (2010) 
2. Canzone dramatica “З далекого походу” на сл. П. Тичини – версія для баритона і фортепіано [3 ред.] (2015) 
3. Canzone mistica “В оцім селі” на сл. Р. М. Рільке – для мецо-сопрано і органа (2019) 
4. Canzone tragica “Гляньте на серце” на сл. о. М. Л.– для струнних, ударних, вібрафона та органа версія [1 ред.] для баритона і органа [2 ред.] (2019) 
5. Canzone all'icona “Ангелів Цариця” – (“Queen of Angels”) – [1 ред. для сопрано, флейти Пана, дзвіночків, арфи і органа] (2012), [2 ред.] – для сопрано, флейти Пана, флейти, ф-но і органа] (2016) – для мецо-сопрано і органа (2019) 
6. Canzone nervosa “Згаси мій зір” на сл. Р. М. Рільке – для мецо-сопрано і органа (2019) 

Пісні для голосу в супроводі фортепіано чи ансамблю
1. “Big beat” – пісні на власні тексти та композиції для ВІА (1965 – 1969) 
2. “Школа” – цикл пісень для дітей і юнацтва на власні тексти та українських поетів (1987 – 1989) 
“Нотний стан” сл.Б.Котюк (1987) 
“Та що ж сталось” сл.А.Смага (1987) 
“Літаючий рогалик” сл.О.Сенатович (1988) 
“Наш Тарас Шевченко” сл.О.Сенатович (1988) 
“Школа Дев’яноста ” сл.Б.Котюк (1988) 
“Миколай ” сл.Б.Котюк (2016) 
“Про Кота-Пекаря ” сл.народні (2016) 
3. “Дивина” – дитяча кантата для солістів чи вокального ансамблю і фортепіано на вірші О. Палійчука та В.Кордун (1988) 
“Скік та Скок” 
“Лісовичок” 
“Луна і весна” 
“Джміль” 
“Килимок” 
“Чарівне вишиття” 

Твори для фортепіано
1. “Звучання” – цикл прелюдій для фортепіано (“Дзвони”, “Партесні хори”, “Скрябін”, “Шопен”, “Дебюссі” (1970-1972) 
2. “Domenico-sonate” in D для ф-но або клавесина (1975, 2 ред. 2002) 
3. “Domenico-sonate” in C для ф-но або клавесина (1975, 2 ред. 2002) 
3. “DJ” – концертштюк № 1 (2003) 
4. “Drive” – концертштюк № 2 (2007) 
5. “Monaco” – концертштюк № 3 (2010) прем’єра: Байройт [друк: в-во «Афіша» Львів,] 
6. “Pit-Stop” – концертштюк № 4 (2018). 

Твори для органа соло
1. “Sanctus” – симфонічна поема (2012) 
2. “Єрихон. Шофар” – річеркар (2012) 
3. “Benedictus” – річеркар (2012) 
4. “Laudatis” – річеркар (2013) 
5. “Lauda nostra” – симфонічна поема (2013) 
6. “Bethlehem” – симфонічна поема [власним текстом колядки для нарратора або хору хлопчиків] – (2014) 
7. “Dona nobis pacem” – концерт в 3-х частинах (2014) 20’30”
8. “Tête-á-tête” – Adagietto (2017) 
9. “Крок фараона” з циклу "Крок за кроком" – п’єса для педалей органа (2017) 
10. “Canzone di Venezia” з циклу "Крок за кроком" – п’єса для педалей органа (2017) 
11. “Танець суфія” з циклу "Крок за кроком" – п’єса для педалей органа (2017) 
12. “Slalom”  з циклу "Крок за кроком" – п’єса для педалей органа (2017) 
13. “Небо і земля” з циклу "Різдво" – хорал (2018) 
14. “На небі зірка” з циклу "Різдво" – хорал (2018) 
15. “Бог Предвічний” з циклу "Різдво" – хорал (2018) 
16. “Alleluia” – хоральна імпровізація (2018) 
17. “Way to Heaven” – версет для органа-соло. 

Камерні ансамблі з органом
1. “Діонісії” або “Dionysian Mysteries” – дует для флейти Пана і органа (2012) 
2. “Ave Maria” – дует для флейти Пана і органа (2015) 
3. “Еолова арфа” – тріо для флейти Пана, арфи і органа (2012) 
4. “Колядка для Йосифа” – хорал [1 ред. для сопрано, скрипки, дзвіночків і гітари] на тему Зальцбурзької дитячої колискової з німецьким текстом G.Götsch (1992); [2 ред. – для сопрано, флейти Пана, дзвіночків, арфи і органа] (2012) 
5. “Грай, Йордан” – хорал [1 ред. для сопрано, дитячого хору, флейти Пана, флейти, ф-но і органа] (2015), 2 ред. – для сопрано, баритона, флейти Пана, флейти, ф-но і органа] (2016) 
6. “Alleluia” (“Хваліте Господа”) – квінтет для сопрано, баритона, скрипки, труби і органа (2017) 
7. “Syrinx” – симфонічна поема [ред. для флейти Пана і органа] (2018) 
8. “Devotion” – молитва для сопрано, флейти Пана і органа (2018) 

Камерні ансамблі для різних інструментів
1. “Діалог” – дует для сопілки та гітари (1998) 
2. “Розмарія” – дует для сопілки та гітари (1979) 
3. “Настрої” або “Mood & Spirits ” – дует для сопілки та цимбалів (1979) 
4. “Гайдук” – Ритуальний танець для 4-х сопілок та ударних (1980) 
5. “Ехо” – 6 варіацій на власну тему для сопілки-соло (1982) 
6. “Рапсодія №1” – для цимбалів-соло (2000) 
7. “Рапсодія №2” – для цимбалів-соло (2000) 
8. “Ноктюрн” – для гітари-соло (2001) 
9. “Reflexion” – річеркар для двох чи однієї сопілки та флейти Пана (2013).

Транскрипції
1. Транскрипція для двох цимбалів “Domenico-sonate” in D & in C (2007). [друк: в-во «Афіша» Львів, 2007]
2. “Із народної криниці” – Цикл танців із Галичини, Волині та Гуцульщини для ансамблю духових і струнних інструментів (1990 – 1992) 
3. Шість транскрипцій фрагментів із різних опер Ріхарда Ваґнера для органа-соло (2012 – 2013) [друк: в-во «Афіша» Львів, 2013]:
Пісня Стернового з “Летючого Голландця” (2013) 
Вступ до опери “Трістан та Ізольда” (2013) 
Урочиста хода рицарів Ґраалю з опери “Пасіфаль” (2013) 
Гімн Венері з опери “Тангойзер” (2013) 
Смерть Зіґфріда з опери “Загибель Богів” (2019) 
Вступ до опери “Нюрнберзькі майстерзінґери” (2019) 
4. Дві транскрипцій фрагментів з опер Ріхарда Ваґнера і В.А.Моцарта для сопрано з органом:
Вихід Єлизавети з опери “Тангойзер” (2013) 
Концертна арія "Ah se ciel, benigne stelle" (2014) 
5. Епітафія Джону Леннону на тему балади Михайла Зарічного для флейти Пана і органа (2016) 
6. Епітафія Івану Франкові на тему балади Михайла Зарічного для баритона і органа (2016)

## Науково-методичні праці
1. Котюк Б. Способи втілення фольклору в творчості композиторів ХХ ст.. – Архів Львівської державної музичної академії ім. М.В.Лисенка. – 1974. – 92 с. (одиниця зберігання 1597).
2. Котюк Б. М.   Виховання національної свідомості в учнів на основі народної пісні / Б. М. Котюк // Матеріали обласної наук.–практ. конф. «Народна пісня в музичному вихованні школярів». Укр. фонд культури. – Л., 1990. – С. 23–28.
3. Котюк Б. М. Чи любите ви Ваґнера? / Б.М.Котюк // Українська музика. – Науковий часопис, 2 (8). – Львів, 2013. – С. 74 – 78,
4. Котюк Б. М. Сила “Персня”, або король і Товариство. / Б.М.Котюк // Українська музика. – Науковий часопис, 4 (10). – Львів, 2013. – С. 56 – 66,
5. Котюк Б. М. Державний гімн та інша символіка. / Б.М.Котюк // Українська музика. – Науковий часопис, 2 (12). – Львів, 2014. – С. 80 – 96,